# Spetsbyxor
För teaterstycket från 1958, se Spetsbyxor (teaterstycke)
Spetsbyxor är en äldre modell av ridbyxor för män. De är främst sydda av ylle och har extra vidd över låren men smalnar sedan av under knäna. I sin tidiga form täcktes byxbenen under knät av lindor (puttees), men kom snart att knäppas eller snöras ihop om smalbenet. Ovanpå snörningen träddes stövlar eller damasker.  Ursprunget var de brittiska imperialisternas polosport-byxor, som i sin tur var inspirerade av indiernas traditionella ridbyxor. Det indiska plagget kallades jodhpurs av engelsmännen eftersom det var i staden Jodhpur de utövade sin sport.    
Spetsbyxor började användas runt 1885 och var förutom ridbyxor,  ett "statusplagg" för dagligt bruk bland arbetsledare av typen skogvaktare, jägmästare och rättare. 
Inom militären användes de som uniformsbyxor både för ryttare och senare även för motorcykelförare. Spetsbyxorna minskade i popularitet efter 1945.